# Gerti Shima
Gerti Shima (Tirana, 9 maggio 1986) è un ex cestista e dirigente sportivo albanese.

## Carriera
Con l'Albania ha disputato i Giochi del Mediterraneo di Pescara 2009.

## Palmarès
- Lega Balcanica: 1

Pristina: 2015-16